# عسفان
عُسْفَان بلدة تقع شمال غرب مكة المكرمة بمسافة 80 كم، أدمجت أجزاء كبيرة منها بشمال شرق جدة، وتبعد 40 كم عن مطار الملك عبد العزيز الدولي بجدة، وهي منهل من مناهل الطريق بين الجحفة ومكة المكرمة، وتسمى بالأبواء لتبوء السيل بها، كما يكثر فيها النخيل. ويبلغ عدد سكانها 12 ألف نسمة. مر بها من الرسل النبي صالح وهود وإبراهيم عليه السلام، وفيها شرعت صلاة الخوف في غزوة عسفان.

## التسمية
سميت عسفان بهذا الاسم لتعسف السيول بها، وهي عبارة عن حوض لمجموعة كبيرة من الأودية منها وادي هدى الشام والصب ومدركة ووادي فيدة وحشاش ووادي البياضة تجتمع مياهها بعسفان وتتجه عبر الغولاء حتى تصب في البحر الأحمر.

## نبذة عنه
ورد عن موضع عسفان حديث نبوي « لمَّا مَرَّ النَّبيُّ صلَّى اللهُ عليه وسلَّمَ بوادي عُسْفانَ حينَ حَجَّ قال: يا أبا بَكرٍ، أيُّ وادٍ هذا؟ قال: وادي عُسفانَ. قال: لقد مَرَّ به هُودٌ وصالِحٌ عليهما السَّلامُ على بَكراتٍ خَطمُها اللِّيفُ، أُزُرُهمُ العَباءُ، وأرْديَتُهمُ النِّمارُ، يُلَبُّونَ يَحُجُّونَ البَيتَ العَتيقَ.»

قال فيه عنترة:
قال أحد الشعراء عن عسفان قديماً:
لقد ذكرتني عن حبابة حمامة
بعسفان أهلي فالفؤاد حزين

### المهلبی العزیزی
قال المهلبی العزیزی:
قال في العزيزي: و بين عسفان وبين الجحفة أحد و خمسون ميلا، و من عسفان إلى بطن مر ثلاثة و ثلاثون ميلا، ثم إلى مكة تسعة عشر ميلا، فبين عسفان و بين مكة اثنان و خمسون ميلا.

### البکری الاندلسی
قال البکری الاندلسی: بضمّ أوّله، و إسكان ثانيه: قرية جامعة قد تقدّم تحديدها آنفا في رسم العقيق، و سيأتى ذكرها في رسم الفرع، و في رسم السّراء، و هي لبنى المصطلق من خزاعة: وهي كثيرة الآبار و الحياض. روى أبو هريرة أن رسول اللّه صلى اللّه عليه و سلم صلّى صلاة الخوف بين عسفان و ضجنان و روى جابر أن النبيّ صلى اللّه عليه و سلم كان بعسفان و المشركين بينه و بين القبلة، فصلّى بهم صلاة الخوف. و روى عطاء عن ابن عبّاس قال: حاضرو المسجد الحرام عسفان و ضجنان و مرّ الظّهران. وروى مجاهد عن ابن عبّاس قال: لمّا افتتح رسول اللّه صلى اللّه عليه و سلم مكة صام حتّى أتى عسفان، ثم أفطر. و روى نافع عن ابن عمر أن رسول اللّه صلى اللّه عليه و سلم مرّ في عسفان بوادى المجذّمين، فأسرع المشى؛ و قال ابن مقبل في قتل عثمان:

### الزمخشري
قال الزمخشری: موضع.

### ياقوت الحموي
قال یاقوت الحموی:
بضم أوله، وسكون ثانيه ثم فاء، و آخره نون، فعلان من عسفت المفازة و هو يعسفها و هو قطعها بلا هدايه ولا قصد، وكذلك كل أمر يركب بغير رويه، قال: سميت عسفان لتعسف السيل فيها كما سميت الأبواء لتبوّء السيل بها، قال أبو منصور: عسفان منهله من مناهل الطريق بين الجحفة و مكة، وقال غيره: عسفان بين المسجدين و هي من مكة على مرحلتين، و قيل: عسفان قريه جامعه بها منبر و نخيل و مزارع على سته وثلاثين ميلا من مكة و هي حد تهامه، و من عسفان إلى ملل يقال له الساحل، و ملل على ليله من المدينة و هي لخزاعه خاصه ثم البحر وتذهب عنه الجبال الغرف، و قال السكري: عسفان على مرحلتين من مكة على طريق المدينة و الجحفة على ثلاث مراحل، غزا النبي، صلّى الله عليه وسلّم، بني لحيان بعسفان و قد مضى لهجرته خمس سنين وشهران وأحد عشر يوما، وقال أعرابي:

### عبد المومن البغدادی
قال عبد المومن البغدادی:
بضم أوله، و سكون ثانيه، ثم فاء، و آخره نون. قيل: منهلة من مناهل الطريق، بين الجحفة و مكة و قيل: عسفان بين المسجدين، و هي من مكة على مرحلتين. و قيل: هو قرية جامعة على ستة و ثلاثين ميلا من مكة، و هي حدّ تهامة و بين عسفان إلى ملل موضع يقال له الساحل.

### ابن بطوطه
قال ابن بطوطه:
هي في بسيط من الأرض، بين جبال، و بها آبار ماء معين تنسب إحداها إلى عثمان بن عفان رضي الله عنه. والمدرج المنسوب إلى عثمان أيضا على مسافة نصف يوم من خليص هو مضيق بين جبلين و في موضع منه بلاط على صورة درج أثر عمارة قديمة هنالك بئر تنسب إلى النبي عليه السلام و يقال أنه أحدثها بعسفان حصن عتيق و برج مشيد قد أوهنه الخراب وبه من شجر المقل كثير. ثم رحلنا من عسفان ونزلنا بطن مر ويسمى أيضا مر الظهران.

### الحمیری
قال الحمیری:
بلد بين مكة والمدينة، بينها و بين مكة تسعة و أربعون ميلا، و بينها و بين البحر عشرة أميال، و فيها آبار عذبة، و بين عسفان و قديد أربعة و عشرون ميلا، و عسفان كثيرة الأهل خصيبة، ماؤها من الآبار، و قال كثّير:
و كان تُبّع ملك اليمن أتاه نفر من هذيل، و هو بين عسفان و أمج (هو وادي خليص حاليا)، فقالوا له: أيها الملك، ألا ندلك على بيت مال داثر أغفلته الملوك قبلك، فيه اللؤلؤ و الزبرجد و الياقوت و الذهب و الفضة، يريدون الكعبة ... إلى آخر القصة، ذكرها ابن إسحاق و ربما كان في عسفان غدران بين أراك و أم غيلان، و بين الجحفة و عسفان غدير خم، و هو الذي دعا رسول اللّه صلّى اللّه عليه و سلّم أن تنقل حماه إلى مهيعة لما استوبأ المهاجرون المدينة .

### محمد بن عبد الله بن محمد(کبریت)
قال محمد بن عبد الله بن محمد(کبریت):
هي قرية جامعة على نحو يومين من مكة، بها آبار و برك و عين تعرف بالعولاء، ينقل ماؤها إلى مكة للتبرك به.

### السويدي البغدادي
قال السويدي البغدادي:
و تليها مرحلة بين عسفان و وادي فاطمة، نزلنا في بر أفيح لا ماء فيه. و مررنا على عسفان، و فيه ثغر و عرذ و جنادل كبار و شعوب من السيل و لذلك سمي الموضع بعسفان لعسف السيول، و فيه صلى النبي- صلى الله عليه وسلم- صلاة الخوف، والمسافة خمسة عشر فرسخا.

### البلادی الحربی
قال البلادی الحربی:
عسفان: بضمّ العين وسكون السّين، وفاءٍ وألفٍ، وآخره نونٌ. جاءت في النّصّ: قال ابن إسحاق: وكان تُبّع وقومه أصحاب أوثانٍ يعبدونها، فتوجّه إلى مكة، وهي طريقه إلى اليمن، حتّى إذا كان بين عسفان وأمج، أتاه نفرٌ من هذيل بن مدركة...إلخ.
قلت: عسفان بلدةٌ على 80 كيلًا من مكة شمالًا على الجادّة إلى المدينة، وهي مجمع ثلاث طرقٍ مزفّتةٍ: طريقٌ إلى المدينة، وقبيله إلى مكة، وآخر إلى جدّة. وقد أفضت عنها في «معجم معالم الحجاز» .